# Modelado por deposición fundida

Modelado por deposición fundida: 1 - boquilla depositando material fundido, 2 - material depositado (pieza modelada), 3 - plataforma móvil

El modelado por deposición fundida (MDF) es un proceso de fabricación utilizado para el modelado de prototipos y la producción a pequeña escala.
El modelado por deposición fundida utiliza una función aditiva, depositando el material en capas hasta conformar la pieza. Un filamento plástico o metálico que inicialmente se almacena en rollos (bobinas), es introducido en una boquilla. La boquilla se encuentra por encima de la temperatura de fusión del material del filamento y puede desplazarse en tres ejes controlada electrónicamente. La boquilla normalmente la mueven motores a pasos o servomotores. Generalmente la boquilla se mueve mediante un motor paso a paso que se desplaza en vertical (Z) , mientras que el movimiento en las otras dos dimensiones, en horizontal (x e y), lo realiza el propio objeto depositado sobre la plataforma inicial, que es la que tiene otros dos motores paso a paso (uno en cada dimensión). Hay diversas combinaciones posibles de boquilla, plataforma y motores. La pieza se construye con finos hilos del material que solidifican poco después de salir de la boquilla dependiendo de la temperatura ambiente.
Esta tecnología fue desarrollada por S. Scott Crump a finales de la década de 1980 y fue comercializada en 1990.
El término en inglés, Fused Deposition Modeling, y sus siglas, FDM, son marcas registradas de Stratasys Inc.
El término equivalente, fused filament fabrication (fabricación con filamento fundido) y sus siglas FFF, fueron acuñados por la comunidad de miembros del proyecto RepRap para disponer de una terminología que pudieran utilizar legalmente sin limitaciones.

## Funcionamiento
El modelado por deposición fundida comienza con un proceso de software, que parte de un fichero estereolitografico (stl). El fichero está orientado para poder ser impreso, dividido en capas, y se calculan las trayectorias que la boquilla deberá seguir para depositar el material, capa a capa, para conformar la pieza. Si son necesarias, se pueden generar estructuras de soporte temporales que tras finalizar la creación de la pieza, serán retiradas. Estas estructuras de soporte pueden incluso estar hechas con otros materiales, si la impresora permite por ejemplo el cambio de cabezal.
El termoplástico inicial en filamento es fundido y depositado por la boquilla en capas del grosor requerido (capas más finas se traducen en una mejor calidad en la pieza final) una a una. Las capas se depositan de abajo hacia arriba. Generalmente no es posible hacer que la boquilla descienda verticalmente, solo se desplaza hacia arriba.
A pesar de que el modelado por deposición fundida es una tecnología muy flexible, y es capaz de realizar piezas muy diversas, existen algunas restricciones sobre las características de lo que se puede fabricar con esta técnica, especialmente en lo referente a que no se puede empezar a imprimir en el aire, sin un soporte debajo, y la pendiente máxima de las partes en voladizo o en hueco.

## Materiales

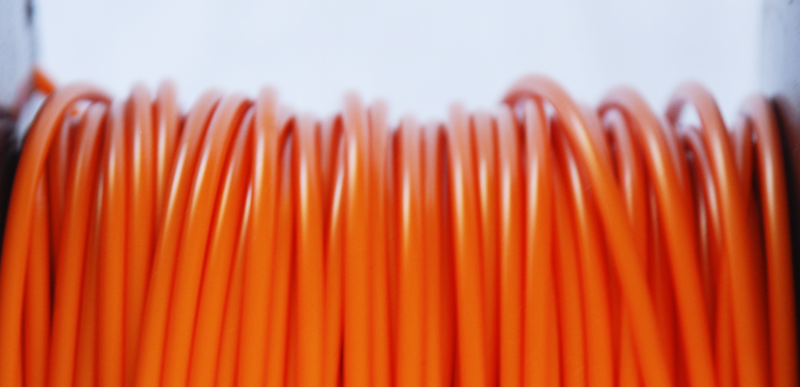
Detalle de un rollo de un filamento ABS.

Actualmente se utilizan varios materiales en este proceso de fabricación:
- Acrilonitrilo butadieno estireno (ABS)
- Poliácido láctico (PLA)
- Policarbonato
- Policaprolactona (PCL)
- Polifenilsulfona (PPSU)
- Polieterimida (PEI) La polieterimida «Ultem 9085» es resistente al fuego y a los disolventes.
- Ceras
- Chocolate y otros alimentos para uso en repostería
- Acetato de polivinilo (PVA) utilizado para soportes hidrosolubles

## Aplicaciones comerciales
El modelado por deposición fundida se está utilizando cada vez más en la industria del prototipado rápido y fabricación rápida. El prototipado rápido agiliza los ensayos interactivos. El modelado por deposición fundida en el caso de la fabricación de pequeñas cantidades de piezas,  puede ser una alternativa relativamente barata en comparación con otras tecnologías.
El modelado por deposición fundida también se  utiliza para la creación de estructuras usadas en la ingeniería de tejidos médicos.